# Железнодорожный транспорт в Липецкой области
Железнодорожный транспорт в Липецкой области является важной частью её транспортной инфраструктуры. Протяжённость железных дорог общего пользования в регионе составляет 757 км. Бо́льшая их часть относится к Юго-Восточной железной дороге, западный участок линии Орёл — Грязи от станции Елец — к Московской железной дороге.

## История
Железные дороги, проходящие по территории современной Липецкой области, были построены во второй половине XIX века. К 1866—1868 годам относится строительство линии Козлов (ныне Мичуринск) — Воронеж, в 1869 году от станции Грязи Козлово-Воронежской железной дороги потянулись линии на Елец и Борисоглебск, ставшие частью Орлово-Грязи-Царицынской дороги.
В 1890 году от станции Богоявленск Рязано-Козловской железной дороги была проложена линия к станции Астапово (ныне Лев Толстой), от которой дороги прошли в трёх направлениях — на Лебедянь, Данков и Троекурово. В 1891 году эти линии были объединены под началом общества Рязано-Уральской железной дороги. Линия Астапово — Лебедянь получила продолжение до Ельца, в 1899 году железная дорога от Данкова была доведена до Смоленска. В 1896 году была проложена линия Елец — Касторная.
В 1964 году была электрифицирована проходящая по территории Липецкой области магистральная линия Мичуринск — Воронеж, а в 1966 году электрификации подверглись линии Богоявленск — Павелец и Грязи — Новолипецк (подъездной путь к Новолипецкому металлургическому комбинату).
Во второй половине 1980-х годов началась работа по укладке вторых путей и электрификации участка Елец — Грязи, завершённая в 1990 году. В 1992—1997 годах была электрифицирована линия Елец — Касторная-Новая.
В 1998 году была законсервирована и позднее разобрана 30-километровая ветка, соединявшая станцию Лев Толстой со станцией Троекурово на линии Раненбург — Павелец.

## Предприятия и инфраструктура
Железнодорожная сеть региона представлена тремя железнодорожными магистралями и другими линиями общей протяжённостью 757 км, в том числе 363 км электрифицировано (система переменного тока, 25 кВ).

### Железнодорожные линии
- Железнодорожная линия Орёл — Грязи — Волгоград пересекает область в широтном направлении, проходит по территориям Измалковского, Елецкого, Задонского, Липецкого, Грязинского и Добринского районов через города Елец, Липецк и Грязи до границы с Тамбовской областью. От Пажени до станции Грязи-Воронежские имеет два главных пути, далее в направлении на Поворино однопутная; участок Елец — Грязи электрифицирован. Протяжённость линии от станции Измалково до станции Добринка составляет 210 км. Однопутный участок Измалково — Пажень обслуживается Московской железной дорогой.
- Железнодорожная магистраль Москва — Рязань — Воронеж пересекает Липецкую область в её юго-восточной части, идёт через Грязи и Усмань на протяжении около 70 км по территориям одноимённых районов до границы с Воронежской областью. Линия двухпутная, электрифицированная.
- Железнодорожная магистраль Москва — Тамбов — Саратов проходит в северо-восточной части области (Чаплыгинском районе) через Урусово, Троекурово, Чаплыгин (станция Раненбург) до границы с Тамбовской областью, протяжённость от станции Урусово до Раненбурга — 37 км. Линия электрифицирована, на участке от Раненбурга в сторону Богоявленска двухпутная.
- Железнодорожная магистраль Москва — Елец — Валуйки — Луганск проходит по территориям Становлянского, Елецкого, Долгоруковского, Тербунского и Воловского районов через Становое, Елец, Долгоруково, Набережное до границы с Курской областью. Протяжённость магистрали между станциями Бабарыкино и Набережное составляет 156 км. На всём протяжении имеет не менее двух путей, электрифицирована от Ельца в направлении на Касторную. От поста 434 км отходит однопутная соединительная ветвь до станции Извалы на линии Орёл — Грязи.
- Железнодорожная линия Раненбург — Лев Толстой — Куликово Поле (посёлок Куркино Тульской области) проходит в северной части области по территориям Чаплыгинского, Лев-Толстовского и Данковского районов, протяжённость от Раненбурга до платформы Баловинки — 92 км. Линия однопутная, неэлектрифицированная.
- Железнодорожная линия Лев Толстой — Елец длиной 112 км проходит по территориям Лев-Толстовского, Лебедянского, Краснинского и Елецкого районов через райцентры Лебедянь и Красное (станция Лутошкино). Линия однопутная, неэлектрифицированная.

### Железнодорожные узлы и станции
Узловыми станциями Липецкой области, обслуживающими пассажиров, являются Елец, Грязи-Воронежские, Раненбург и Лев Толстой, к крупным грузовым узлам также относится Казинка.

### Железнодорожные организации и предприятия
Основная часть железных дорог Липецкой области относится к Юго-Восточной железной дороге, линия Елец — Верховье и далее на Орёл — к Московской железной дороге.
На территории области действуют локомотивные депо Елец (ТЧ-14) и Грязи (ТЧ-7), ремонтные вагонные депо Елец и Грязи, эксплуатационное вагонное депо Казинка (ВЧДЭ-5), 5 дистанций пути: Елецкая (ПЧ-15), Липецкая (ПЧ-17), Грязинская (ПЧ-1), Раненбургская (ПЧ-22) и Лев-Толстовская (ПЧ-16), 3 дистанции сигнализации и связи (Елецкая, Грязинская и Раненбургская), Елецкая и Грязинская дистанции электроснабжения.
На железных дорогах Липецкой области работает более 7 тысяч человек.

## Железнодорожные перевозки
По данным Федеральной службы государственной статистики, в 2008 году отправление грузов железнодорожным транспортом общего пользования со станций Липецкой области составило 25 млн тонн — по этому показателю данный регион занимает второе место в Центральном федеральном округе, уступая только Белгородской области. Показатель по отправлению пассажиров в Липецкой области, напротив, является самым низким в Центральной России — в том же 2008 году он составил 2,17 миллиона человек.

### Пассажирское сообщение

#### Пригородные поезда
Наибольшую интенсивность пригородные пассажирские перевозки в Липецкой области имеют на проходящем по её территории участке магистральной железной дороги Москва — Воронеж. Так, через станцию Грязи-Воронежские ежедневно проходит 5 пар, а через станцию Усмань 6 пар электропоездов до Воронежа, от станции Грязи-Воронежские отправляются 2—3 пары электропоездов на Мичуринск-Уральский. Станция Раненбург является конечной для двух пар электричек из Мичуринска, одна пара в ходу на участке Раненбург — Павелец-Тульский.
Через станцию Грязи-Воронежские ежедневно следуют 2 пары пригородных поездов до Жердевки и 1 пара до Ельца. С 20 января 2014 года полностью отменено пригородное сообщение на участках Елец — Лев Толстой, Елец — Касторная-Новая, Лев Толстой — Куликово Поле, также выведен из обращения существовавший со 2 сентября 2013 года электропоезд Липецк — Воронеж. Ранее, с 1 января 2013 года, не стало пассажирского сообщения на участке Елец — Измалково, а с 20 сентября того же года отменён поезд Елец — Ефремов.
С 1 июля 2010 года Юго-Восточная железная дорога имеет безотделенческую структуру управления, а 20 декабря ОАО «РЖД» и представителями администраций четырёх областей Центрально-Чернозёмного района был подписан договор о создании ОАО «Пригородная пассажирская компания „Черноземье“». Доля администрации Липецкой области в уставном капитале компании составила 5 %. До получения лицензии на пригородные пассажирские перевозки компания функционировала как агент по продаже билетов, с 1 июля 2011 года занимается организацией пригородного сообщения в регионе. В качестве причины резкого сокращения объёмов пригородных перевозок ППК «Черноземье» называет недостаточную компенсацию выпадающих доходов со стороны областных администраций, в частности долг Липецкой области на начало 2014 года составлял 520,4 миллиона рублей.

#### Пассажирские дальние и местные поезда
Через станции Урусово, Троекурово, Заново, Раненбург проходят все поезда от Павелецкого вокзала (кроме поездов Донбасского и Липецкого направлений). На станции Мичуринск-Уральский происходит разветвление — поезда, следующие в Поволжье и Казахстан, следуют через Тамбов. Поезда южного направления — в Лиски, Воронеж, Ставрополь и Новороссийск следуют через станции Грязи-Воронежские и Усмань. Поезда юго-восточного направления — в Волгоград, Астрахань и Балашов следуют через станции Грязи-Воронежские, Плавица и Добринка.
Через Грязи проходят и поезда южного и среднеазиатского направлений с Казанского вокзала — на Новороссийск, Адлер, Душанбе, Худжанд, Ростов-на-Дону, Грозный, Назрань, Воронеж, Нальчик, Владикавказ.
По магистрали Москва — Донбасс через Елец проходят ежедневные поезда дальнего следования на Луганск. На линии Елец — Липецк — Грязи вплоть до начала 1990-х годов было не более 5 пар пассажирских поездов в сутки — скорые «Металлург» (ныне «Липецк») Москва — Липецк (№ 29/30) и «Слава» Санкт-Петербург — Волгоград (№ 79/80), а также Воронеж — Рига (№ 269/270), Грязи — Лев Толстой (№ 609/610) и в летний период Москва — Липецк (№ 615/616, через Лев Толстой). Впоследствии интенсивность движения на этой дороге значительно увеличилась: часть поездов, проходящих Курский вокзал и идущих в южном направлении, стали следовать не через Курск — Харьков, а были перенаправлены на Елец — Грязи в обход территории Украины.
В то же время значительно уменьшилась роль узловой станции Лев Толстой. В 1993 году был отменён поезд Смоленск — Мичуринск, изменён маршрут поезда Вильнюс / Барановичи — Саратов и имеющая огромную историческую и культурную ценность бывшая Рязано-Уральская железная дорога пришла в запустение. Сохранившаяся в Липецкой области часть магистрали (участок от Куликова Поля до Волова в конце 1990-х годов начали разбирать) во многом утратила свой неповторимый исторический облик. С 1998 года, когда была законсервирована ветвь Лев Толстой — Троекурово, единственный оставшийся проходящий через Лев Толстой поезд № 605/606 (бывший № 615/616) стал следовать по более длинному маршруту со сменой локомотива и направления движения в Раненбурге. Вплоть до 2009 года этот поезд назначался в летний период, в новогодние и другие праздничные дни, с 2010 года — только в периоды массовых перевозок.
С января 2011 года были отменены ежедневные вагоны беспересадочного сообщения от станции Лев Толстой до Москвы, курсировавшие в составе местного поезда № 689/690 переприцепкой по Ельцу к фирменному поезду «Липецк», и продлён маршрут вечернего пригородного поезда Елец — Лев Толстой до станции Раненбург, через которую в это время проходит значительное количество поездов на Москву. Из Раненбурга в Лев Толстой пригородный поезд отправлялся тем же вечером, а утром следовал в Елец. 23 августа 2012 года пассажирское сообщение на участке Лев Толстой — Раненбург в очередной раз было отменено.

### Грузовые перевозки
На долю железнодорожных перевозок приходится 64 % грузооборота Липецкой области. Основными грузоотправителями региона являются крупные заводы Липецка — Новолипецкий металлургический комбинат, металлургический завод «Свободный сокол», тракторный и цементный заводы, машиностроительные предприятия Ельца и Чаплыгина, доломитовый карьер и химические предприятия Данкова, предприятия агропромышленного комплекса. Общий объём погрузки по предприятиям области в 2010 году составлял 21,8 млн тонн. Железнодорожный транспорт обеспечивает потребности области по ввозу железной руды, флюсов, коксующихся углей и вывоз чёрных металлов, строительных материалов и сельскохозяйственной продукции.